# منتخب ليتوانيا تحت 19 سنة لكرة القدم
منتخب ليتوانيا تحت 19 سنة لكرة القدم (بالليتوانية: Lietuvos vaikinų iki 19 m. futbolo rinktinė)‏ هو ممثل ليتوانيا الرسمي في المنافسات الدولية في كرة القدم في فئة كرة قدم للرجال تحت 19 سنة، يديريه اتحاد ليتوانيا لكرة القدم.